# 1. (Preußisches) Infanterie-Regiment (Reichswehr)
1. (Preußisches) Infanterie-Regiment war die Bezeichnung eines Regiments der Reichswehr mit dem Regimentsstab in Königsberg.

## Geschichte
Das Regiment wurde am 1. Januar 1921 aus den Reichswehr-Schützen-Regimentern 1, 2 und 9 des Übergangsheeres gebildet. Am 29. Mai 1922 erhielt das Regiment zusätzlich zu seinem Namen die landsmannschaftliche Bezeichnung „Preußisches“.
Im Zuge der Vergrößerung der Reichswehr wurde das Regiment 1934 in der ersten Aufstellungswelle geteilt und daraus das Infanterie-Regiment Königsberg und das Infanterie-Regiment Gumbinnen gebildet.

### Garnisonen
- Königsberg: Regimentsstab, I. Bataillon, 13. (MW)-Kompanie und Ausbildungs-Bataillon
- Tilsit: II. Bataillon mit Stab, 5. und 8. Kompanie
- Insterburg: II. Bataillon, 6. und 7. Kompanie
- Gumbinnen: III. Bataillon

### Kommandeure
| Nr. | Name                           | Beginn der Berufung | Ende der Berufung |
| --- | ------------------------------ | ------------------- | ----------------- |
| 1.  | Oberst van den Bergh           | 1921                | 1922              |
| 2.  | Oberst Paul Fischer            | 1922                | 1926              |
| 3.  | Oberst Hermann Wülfing         | 01. Februar 1926    | 31. Januar 1928   |
| 4.  | Oberst Kurt Fischer            | 01. Februar 1928    | 31. Januar 1929   |
| 5.  | Oberst Woldemar Freiherr Grote | 01. Februar 1929    | 31. Januar 1931   |
| 6.  | Oberst Ernst Schaumburg        | 01. Februar 1931    | 31. Januar 1933   |
| 7.  | Oberst Rudolf Lüters           | 01. Februar 1933    | 31. Mai 1935      |

## Organisation

### Verbandszugehörigkeit
Das Regiment unterstand dem Infanterieführer I der 1. Division in Königsberg.

### Gliederung
Das Regiment bestand neben dem Regimentsstab mit Nachrichtenstaffel aus
I. Bataillon mit Stab und Nachrichtenstaffel, 1. bis 3. Kompanie mit jeweils drei Zügen zu jeweils drei Gruppen und 4. (MG-)Kompanie, hervorgegangen aus dem Reichswehr-Schützen-Regiment 1,
II. Bataillon mit Stab und Nachrichtenstaffel, 5. bis 7. Kompanie und 8. (MG-)Kompanie, hervorgegangen aus dem Reichswehr-Schützen-Regiment 2,
III. Bataillon mit Stab und Nachrichtenstaffel, 9. bis 11. Kompanie und 12. (MG-)Kompanie, hervorgegangen aus dem Reichswehr-Schützen-Regiment 9,
13. (MW-)Kompanie,
Ergänzungs-Bataillon, ab 23. März 1921 Ausbildungs-Bataillon mit 15. und 16. (Rekruten-)Kompanie, hervorgegangen aus dem Reichswehr-Schützen-Regiment 1.
Jedes Feld-Bataillon gliederte sich zu drei Kompanien zu je drei Offizieren und 161 Unteroffizieren und Mannschaften (3/161) sowie einer MG-Kompanie (4/126). Insgesamt bestand ein Bataillon aus 18 Offizieren und Beamten (einschließlich Sanitätsoffizieren) und 658 Mann.

## Bewaffnung und Ausrüstung
Die Schützen waren mit dem Karabiner K98a ausgerüstet. Jeder Zug besaß ein leichtes Maschinengewehr MG 08/15.
In den MG-Kompanien bestanden jeweils der 1. Zug aus drei Gruppen mit drei schweren Maschinengewehren MG 08 auf Lafette, vierspännig gezogen, der 2. bis 4. Zug aus drei Gruppen mit drei schweren Maschinengewehren MG 08 auf Lafette, zweispännig gezogen.
Die schwersten Waffen des Regiments waren die Minenwerfer in der 13. Kompanie. Der 1. Zug war mit zwei mittleren Werfern 17 cm, vierspännig gezogen, ausgerüstet, der 2. und 3. Zug mit drei leichten Werfern 7,6 cm, zweispännig gefahren.

## Sonstiges

### Traditionsübernahme
Das Regiment übernahm 1921 die Tradition von alten Regimentern.
- 1., 2. und 3. Kompanie: Grenadier-Regiment „König Friedrich Wilhelm I.“ (2. Ostpreußisches) Nr. 3
- 4. Kompanie: Preußische Fliegertruppe
- 5. und 8. Kompanie: Infanterie-Regiment „von Boyen“ (5. Ostpreußisches) Nr. 41
- 6. Kompanie: 8. Ostpreußisches Infanterie-Regiment Nr. 45
- 7. Kompanie: Infanterie-Regiment „Graf Dönhoff“ (7. Ostpreußisches) Nr. 44
- 9. Kompanie: 7. Westpreußisches Infanterie-Regiment Nr. 155
- 10. und 12. Kompanie: Füsilier-Regiment „Graf Roon“ (Ostpreußisches) Nr. 33
- 11. Kompanie: Infanterie-Regiment „Graf Kirchbach“ (1. Niederschlesisches) Nr. 46
- 13., 14. und 15. Kompanie: 1. Grenadier-Regiment „Kronprinz“ (1. Ostpreußisches) Nr. 1
- 16. Kompanie: Infanterie-Regiment „Herzog Karl von Mecklenburg-Strelitz“ (6. Ostpreußisches) Nr. 43

### Persönlichkeiten
Die Uniform des Regiments mit den Generalsabzeichen trug a. D. Generaloberst Wilhelm Heye.